# Niampédougou
Niampédougou est une localité située dans le département de Kangala de la province du Kénédougou dans la région des Hauts-Bassins au Burkina Faso.

## Géographie
Niampédougou est traversé par la route nationale 8 qui mène à la frontière malienne (vers Sikasso au Mali) et est situé à environ 12 km au nord-est du chef-lieu Kangala en pays sénoufos.

## Santé et éducation
Le centre de soins le plus proche de Niampédougou est le centre de santé et de promotion sociale (CSPS) de Mahon tandis que le centre médical avec antenne chirurgicale (CMA) se trouve à Orodara et que le centre hospitalier régional (CHR) est le CHU Souro-Sanon de Bobo-Dioulasso.
Le village possède une école primaire publique.